# Tipulodina amabilis
Tipulodina amabilis is een tweevleugelige uit de familie langpootmuggen (Tipulidae). De soort komt voor in het Oriëntaals gebied.